# بول هنري ماثيو
بول هنري ماثيو (بالفرنسية: Paul-Henri Mathieu)‏ هو لاعب كرة مضرب فرنسي.

## روابط إضافية
- PHM Live (Unofficial website in french) نسخة محفوظة 20 أكتوبر 2011 على موقع واي باك مشين.
- بول هنري ماثيو على موقع رابطة محترفي التنس (الإنجليزية)
- بول هنري ماثيو على موقع الاتحاد الدولي لكرة المضرب (الإنجليزية)
- بول هنري ماثيو على موقع كأس ديفيز (الإنجليزية)
- بول هنري ماثيو على موقع خلاصة التنس.كوم (الإنجليزية)
- بول هنري ماثيو على موقع إي إس بي إن.كوم (الإنجليزية)
- بول هنري ماثيو على موقع أوليمبيديا (الإنجليزية)
- بول هنري ماثيو على موقع اللجنة الأولمبية الفرنسية (مؤرشف) (الفرنسية)
- Mathieu recent match results
- Mathieu World Ranking History

حمار على قيد الحياة